# Ioan Tomescu
Ioan Tomescu (n. 5 noiembrie 1942, Ploiești) este un matematician român de anvergură internațională, membru titular al Academiei Române din anul 2021. Este specialist în teoria grafurilor și combinatorică.

## Familia
Când m-am născut eu, tata era în tranșee la Stalingrad – deci condiții dramatice – și a primit o telegramă de la viitoarea mea nașă, Olimpia Constantinescu: "ești tatăl unui băiețel"; [...] Mama nu știa dacă se mai întoarce. [...] Cu puțin noroc s-a întors de pe front. 
Ioan Tomescu provine dintr-o familie de intelectuali: într-un interviu acordat pe data de 1 februarie 2011 postului de televiziune Alfa TV Ploiești, el arată că, în gimnaziu, la obiectul fizică l-a avut ca profesor chiar pe tatăl său, Ioan Tomescu (care pentru o perioada a fost profesor la liceul „Petru și Pavel” din Ploiești, printre alții avându-l ca elev pe viitorul academician Mircea Petrescu) și care era foarte exigent când era vorba de propriul fiu. Era adeptul unui stil de viață spartan, auster în relațiile cu fiul său. A îndeplinit și funcția de președinte al Filialei Societății de Matematică și Fizică din fosta regiune Ploiești. Fusese coleg de liceu cu muzicianul Paul Constantinescu. Pe bunicii din partea tatălui, Ioan Tomescu nu a apucat să-i cunoască pentru că muriseră de tifos exantematic în 1918. Familia lor venise din Ardeal și se stabilise la Gornetul Cricov, în valea Cricovului Sărat. Bunicul patern fusese de meserie învățător, încarnând tipul intelectualului satelor din perioada interbelică, el însuși având o ascendență formată tot din învățători și preoți de țară.
Mama sa, Virginia, era chimistă și lucra la Uzina Mecanică Plopeni. Mama și tatăl viitorului matematician fuseseră colegi de facultate la Universitatea din București, Facultatea de Științe, secția Fizico-Chimice, unde își făcea de altfel facultatea și Ion Grigore care urma să devină profesor de matematică. Bunicii din partea mamei erau „ploieșteni get-beget”, de vreme ce aveau un act de proprietate datând din 1880, cu sigiliul regal, pentru casa în care au locuit, din strada Regală, mai târziu I.C. Frimu, astăzi Neagoe Basarab. Bunicul matern, Gheorghe Constantinescu, exercitase profesia de exploatator de păduri. Bunica provenea dintr-o familie de macedoneni sârbi, aduși de Mihai Viteazul când a înființat orașul Ploiești. „Am aflat acest lucru de la o rudă a mamei, după ce îmi muriseră deja părinții”.
Ioan Tomescu are doi copii: o fată absolventa de ASE (relatii economice internationale), căsătorită cu un cetățean grec, având și domiciliu în România, respectiv un băiat care a absolvit aceeași facultate ca tatăl și bunicii lui paterni; și-a continuat studiile de doctorat în informatică teoretică la Universitatea din Udine, Italia, în prezent cercetător în bioinformatică la Universitatea din Helsinki.

## Studii
Cursurile școlii primare și gimnaziale, Ioan Tomescu le-a urmat în orașul Plopeni (1949-1956), unde era domiciliată familia, tatăl lui fiind profesor de fizică. Este o perioada paradisiacă, de care actualul academician își amintește cu un sentiment de fericită nostalgie: decorul natural în care se afla orașul Plopeni, cu pădurea lui de stejari seculari, oferea un cadru ideal pentru un copil curios și activ.
După absolvirea clasei a VII-a, a fost admis la Liceul „Ion Luca Caragiale” din Ploiești, a obținut note maxime la toate disciplinele (1956-1960). Face parte din generația de aur a liceului, generație cu care se mândreau profesorii de atunci și cu care se mai mândresc și cei de acum, pentru performanțele școlare ca și pentru strălucitele cariere științifice sau universitare ale absolvenților lui. Stând în gazdă la bunicii din Ploiești în perioada liceului, avându-l ca profesor de matematică pe Ion Grigore, pe lângă faptul că a fost un elev exemplar, sau poate tocmai de aceea, Ioan Tomescu a obținut premiul întâi și premiul al doilea la olimpiada de matematică, faza națională. Acest concurs școlar a fost reînființat tocmai în perioada respectivă, odată cu promoția 1956-1960, iar elevii ploieșteni ai profesorului Ion Grigore s-au remarcat de la bun început prin faptul că erau nu numai la zi cu tot ce se petrecea din punct de vedere științific la nivel național, ci constituiau un pluton fruntaș, un eșantion reprezentativ al liceenilor din țară.. Au fost situații când Ministerul avea de testat un nou manual (de exemplu manualul de analiză matematică al profesorului universitar Nicolae Dinculeanu) și trimitea fie un inspector, fie pe autor să vadă cum se lucrează cu manualul în cauză în clasele profesorului Grigore; printre rezolvitorii (sau chiar propunătorii) de probleme la Gazeta Matematică, ploieștenii erau nelipsiți și în număr impresionant. Chiar și poetul Nichita Stănescu figurează la loc de cinste printre aceștia. Climatul de muncă și emulație științifică a fost benefic nu numai pentru Ioan Tomescu, ci pentru toată generația lui ca și pentru cele ce au urmat la același liceu.
În volumul său de Memorii, profesorul Ion Grigore face numeroase referiri la această serie de excepție pentru istoria Liceului „I. L. Caragiale” ca și pentru cariera lui didactică. Iată cum vede el personalitatea lui Ioan Tomescu, în contrast cu a lui Basarab Nicolescu: „Am fost deseori întrebat care e cel mai bun, Basarab sau Tomescu?. Am răspuns că întrebarea nu e pusă bine. Fiecare era foarte bun în felul său. De altfel se și manifestau cu totul diferit în clasă. În timp ce Basarab (din clasa a X-a A) intervenea direct când cineva greșea la tablă, fără să mai ridice mâna, Tomescu de la C nu ridica niciodată mâna, numai atunci când nimeni din clasă nu răspundea și toate răspunsurile lui erau cele exacte. [...] Tomescu era mai reținut deși cred că ținea la fel de mult la mine. Amândoi aveau media 10 la fiecare obiect”. De o delicatețe deosebită, fiind întrebat care au fost colegii sau profesorii preferați, iată cum se exprimă într-o scrisoare academicianul Ioan Tomescu despre aceștia: „Despre colegii de liceu, dacă i-aș aminti pe unii ar însemna să-i nedreptățesc pe alții ; am avut mulți colegi exceptionali, care au ajuns profesori universitari, scriitori, membri ai Academiei Române, ai Academiei de Știinte Medicale etc. etc... La fel și profesorii din liceu: aproape toți au fost personalități deosebite, care și-au pus amprenta asupra dezvoltării noastre și ne-au format scara de valori care ne-a ghidat în viață”.
Au urmat studiile universitare. Admis în urma unui concurs de admitere scris și oral la Facultatea de Matematică-Mecanică a Universității din București, Ioan Tomescu urmează specializarea Mașini de Calcul (1960-1965) și, la fel ca la liceu, se distinge prin premiul I și premiul II la fazele naționale ale olimpiadelor studențești de matematică. În 1965 este singurul absolvent de la toate facultățile de matematică din țară cu media de absolvire 10. Este licențiat în matematică la specializarea informatică după ce susține o teză de licență despre Analiza și sinteza multipolilor cu contacte. Patru ani mai târziu, îl găsim din nou la studiu ca tânăr doctorand, orientat tot către specializarea informatică. În 1971 elaborează și susține teza de doctorat Metode combinatorii în teoria automatelor finite, avându-l drept conducător științific pe reputatul profesor Grigore C. Moisil, membru al Academiei Române.

## Cariera universitară și activitatea științifică
În primul an după absolvire am lucrat la Centrul de Calcul al Universității (Moisil voia să știm să programăm bine), am programat în cod mașina, în Fortran etc. și am participat la contracte ale CCUB cu unități economice și de cercetare.
Iată așadar o carieră universitară care se anunță foarte promițătoare, având în vedere numele profesorilor care cauționează activitatea tânărului absolvent. Ioan Tomescu devine secretarul de catedră al profesorului Grigore C. Moisil, cel care ajuta la logistica tuturor activităților acestuia ca sef de catedră. Și fără îndoială că a învățat multe, aflându-se în nucleul vieții științifice românești din deceniul al șaptelea al secolului trecut. O viață științifică la care participă activ, nu numai asistând la ceea ce se întâmplă, ci publicând lucrări în diferite reviste din țară și din străinătate (vezi cap. Publicații), implicându-se efectiv în munca de cercetare. Mai întâi ca preparator (1965-1968), apoi ca asistent (1968-1972) la catedra de Masini de Calcul a Universității din București, Ioan Tomescu se ocupă în articolele sale în special de probleme privind funcțiile booleene, automatele finite, optimizări în grafuri și rețele, dar în timp, mai ales după ce obține titlul de doctor în matematică, centrul de greutate al preocupărilor sale se deplasează treptat spre zona combinatoricii, a teoriei grafurilor și a informaticii teoretice.
Fiind implicat în multiplele activități ale profesorilor conducători de doctorat (Paul Constantinescu și apoi Grigore C. Moisil), în anul 1971, Ioan Tomescu își susține teza cu titlul: Metode  combinatorii în teoria  automatelor finite, avându-l ca profesor conducător de lucrare pe academicianul Grigore C. Moisil. Devine lector (1972-1990) în cadrul aceleiași catedre pentru o perioadă lungă de timp, în care publică intens, susține cursuri în țară și în străinătate, participă la viața științifică a țării în multiple ipostaze. Din 1990 devine profesor – fără a mai trece prin gradul intermediar de conferențiar, iar din 2011 este profesor emerit, după ce în anul 2000 fusese ales ca membru corespondent al Academiei Române. Conduce lucrări de doctorat din 1992, având la activ o lungă listă de tineri, atât din țară, cât și din străinătate, cărora le-a ghidat primii pași în activitatea de cercetare. În 2021 a fost ales membru titular al Academiei Române.

### Descoperitorul de olimpici
După ce a participat cu succes la etapa națională a olimpiadei de matematică, mai întâi ca elev, apoi ca student, Ioan Tomescu, devenit deja la rândul său profesor, este antrenat în pregătirea și selecția lotului care reprezenta țara în unele competiții internaționale de matematică: Olimpiada Internațională de Matematică și Balcaniada de Matematică. Desigur, n-a îndeplinit singur această misiune , dar pentru o lungă perioadă de timp i-a revenit misiunea de a coordona această echipă (activitate complet benevolă, neretribuită, în interesul invățământului matematic din țară). Și a coordonat-o nu numai la modul formal, oficial, ci inclusiv propunând probleme pentru competițiile internaționale și mai ales păstrând o verticalitate greu de realizat, punându-și în joc uneori cariera și poziția universitară. Pentru că era o vreme când cu greu putea cineva să se opună directivelor venite de sus, directive care cereau ca elevii români să fie primii în orice condiții, chiar cu prețul sacrificării unor principii de confidențialitate privind problemele de concurs și al spiritului de fair play.
Așa se face că, după ce a condus cu succes lotul olimpic între 1983 și 1986, refuzând să se conformeze directivelor, Ioan Tomescu este trecut pe linie moartă până la sfârșitul regimului comunist. Redevine conducătorul delegației române atât la OIM, cât și la BM între 1990–1994.
Pentru selecția și pregătirea lotului național se organizau tabere de vară și de iarnă cu expuneri de rezolvări de probleme dificile, teoreme celebre de matematică accesibile la nivelul liceului, lucrări, teste. Exista un lot lărgit, din care într-o etapă intermediară era identificat un lot mai restrâns, de 20–25 de candidați. Dintre membrii acestuia erau apoi selectați, în urma a 2–3 teste, cei 6 elevi care în cele din urmă reprezentau România la OIM sau BM. Coordonatorul lotului trebuia să aleagă problemele pe care le propunea în așa fel încât toți să aibă aceleași șanse de reușită, testând în principal creativitatea matematică în fața unor probleme inedite, dar care să aibă soluții pe care cei mai buni concurenți să le găsească în timpul de 4.5 ore alocat în fiecare din cele două zile ale olimpiadei pentru rezolvarea a câte trei probleme, aranjate în ordinea crescătoare a dificultății și traduse în limba nativă a elevilor din fiecare echipă.
Această muncă de selectare și pregătire a candidaților este deosebit de delicată pentru că intră în joc nu numai capacitatea lor de a rezolva niște probleme pe baza celor studiate, ci și mai ales de a găsi soluții acolo unde nu au existat modele în perioada de pregătire; și de a testa care dintre candidați va avea un comportament mai productiv și își va adapta cel mai bine strategia în condițiile de stres accentuat pe care le impune miza concursului. Intuiția coordonatorului în selecția problemelor test poate funcționa sau nu. În cazul lui Ioan Tomescu, ea a funcționat, echipa României întorcându-se cu rezultate foarte bune.
Iată, spre exemplu, cum se reflectă succesul delegației române la Olimpiada Internațională de Matematică în volumul de Memorii al lui Ion Th. Grigore, profesorul din liceu al academicianului Ioan Tomescu: „Se știe că, în 1985, la Helsinki, echipa de 6 a României s-a clasat pe locul I, devansând substanțial echipa S.U.A., clasată pe locul II. În plus, un singur elev  a obținut punctajul maxim (42). Dar de ce este important pentru mine acest succes care este al treilea din istoria olimpiadei internaționale de matematică – prima dată, în 1959, având în frunte pe un elev de-al meu? Pentru că, în 1985, șeful delegației române era fostul meu elev, Ioan Tomescu, aceeași promoție cu premiantul din 1959 care, în patru clase, n-a avut la mine niciodată mai puțin de nota 10, cum a avut și în facultate, ca șef de promoție. Până anul acesta, șeful delegației a fost prof. univ. Ion Cuculescu, dar principalul antrenor al echipei române de cinci, șase ani este același I. Tomescu. Poate că a fost o șansă că, în lipsa lui Cuculescu, Tomescu a fost șeful delegației anul acesta. Unii concurenți români au dat celor șase probleme alte soluții decât cele studiate în prealabil de juriul internațional și deci a fost nevoie de intervenția lui Tomescu care, știind engleza, franceza și rusa, a putut convinge pe profesorii străini de corectitudinea și eleganța soluțiilor originale ale românilor. În primul rând, a fost cazul elevului cu maximum de puncte. Tomescu mi-a descris cu lux de amănunte detaliile acestei lupte. Și când te gândești că acest strălucit matematician, produs al liceului nostru, doctor în matematici din 1970, sub conducerea lui Gr. Moisil, cu lucrări premiate de Academia Română și traduse și în America, factor decisiv în pregătirea succeselor românilor și la olimpiadele din anii trecuți, este și astăzi tot numai lector la Universitatea din București. Notez totuși faptul că el a făcut încă o dată cinste liceului nostru în cadrul echipei naționale ca antrenor și acum și conducător și vajnic apărător, prin competență, nu prin atitudine zgomotoasă și emfatică. Căci lumea știe că a fost elevul liceului nostru, iar specialiștii știu că a fost elevul meu. De altfel, și ca elev publicase în Gazeta Matematică și în revista liceului note despre activitatea cercului de matematică și despre atmosfera creată de mine – seriozitate, dar și momente de destindere”.

## Activitatea științifică - poziții ocupate

### Universitare
În cariera sa universitară, Ioan Tomescu a avut următoarele funcții:
- Preparator, Catedra de informatică, Universitatea din București, din decembrie 1965 până în octombrie 1968.
- Asistent, Catedra de informatică, Universitatea din București, din octombrie 1968 până în februarie 1972.
- Visiting Professor, Department of Applied Mathematics, Universitatea din Tirana, Albania, din martie 1974 până în iunie 1974.
- Lector, Catedra de informatică, Universitatea din București, din februarie 1972 până în octombrie 1990.
- Visiting Professor, Department of Computer Science, Auckland University, Noua Zeelandă, din februarie 1995 până în iunie 1995.
- Visiting Senior Research Fellow, School of Computing, National University of Singapore, august-septembrie 2002.
- Visiting Professor, Abdus Salam School of Mathematical Sciences, Government College University, Lahore, Pakistan, din noiembrie 2005 până în martie 2014.
- Profesor, Departamentul de Informatică, Facultatea de Matematică și Informatică a Universității din București, din octombrie 1990 până în noiembrie 2011.
- Profesor emerit, Departamentul de Informatică, Facultatea de Matematică și Informatică a Universității din București, din noiembrie 2011.

### De cercetare
- Cercetător, Departamentul de Matematică INCREST, București, din februarie 1983 până în iunie 1983.

### Alte poziții
- Șeful catedrei de Informatică, Facultatea de Matematică și Informatică a Universității din București , 1990-2007.
- Secretar științific, Facultatea de Matematică-Mecanică, Universitatea din București, din noiembrie 1984 până în martie 1990.
- Membru în Comisia de punctaje și promovări, Facultatea de Matematică și Informatică a Universității din București, din 1990 până în 2011.
- Membru în Comisia de atestare a conducătorilor de doctorat, Facultatea de Matematică și Informatică a Universității din București, din 1990 până în 2011.
- Membru în Comisia Națională de atestare a titlurilor, diplomelor și certificatelor universitare a Ministerului Educației Naționale, din anul 1996 până în anul 2006.
- Secretar al Comisiei de științe exacte I a C.N.E.A.A., din anul 1994 până în anul 2005.
- Membru în Comisia de Matematică și Științele Naturii a C.N.C.S.I.S., din anul 2003 până în anul 2005.
- Conducător al echipei României la Olimpiada Internațională de Matematică din iulie 1983 până în iulie 1986 și din iulie 1990 până în iulie 1994.
- Conducător al echipei României la Balcaniada de Matematică din mai 1990 până în mai 1994.
- Președintele Comisiei Naționale de Matematică, Ministerul Educației Naționale, București, din 1983 până în 1994.
- Președintele juriului Balcaniadei de Matematică, Bacău, aprilie, 1996.
- Președintele juriului Olimpiadei Internationale de Matematică, București, iulie, 1999.
- Vicepreședinte,Societatea de Științe Matematice din România, între anii 1996 și 1999 și din anul 2001 până în anul 2008.
- Președinte de onoare, Societatea de Științe Matematice din România, din anul 2008.

## Cursuri predate
Departamentul de Informatică, Facultatea de Matematica și Informatica, Universitatea din București:
- Structuri de date (1975-1992 și 1994-2011);
- Introducere în programare (1972-1974);
- Algoritmi numerici și nenumerici (1971-1973);
- Programare liniară (1972);
- Metode numerice în informatică (1971-1972);
- Combinatorica și teoria grafurilor (1969-1990);
- Teoria grafurilor și aplicații (1990-2011);
- Teoria automatelor(1970-1971);
- Numerical and Non-numerical Programming Techniques (International Graduate UNESCO Courses, 1978-1982);
- Graphs and Operations Research (International Graduate UNESCO Courses, 1978-1982);
- Tehnici de optimizare combinatorie (2007-2013).
- 1995: Department of Computer Science, Auckland University, Noua Zeelandă: Graduate Course „Data Structures”.
- 1974: Department of Applied Mathematics, The University of Tirana, Albania.
- Undergraduate course „Sorting  and Searching” and graduate course „Applications of Graph Theory to Operations Research”.

## Publicații

### Lucrări științifice în reviste cu referenți
1. I. Tomescu, M. Arshad, On the general sum-connectivity index of connected graphs with k pendant vertices, Discrete Appl. Math., 181(2015), 306-309.
2. I. Tomescu, M. Imran, R-sets and metric dimension of necklace graphs, Appl. Math. Inf. Sci., 1, 9(2015), 63-67.
3. I. Tomescu, 2-Connected graphs with minimum general sum-connectivity index, Discrete Appl. Math., 178(2014), 135-141.
4. M. Imran, A.Q. Baig, M.K. Shafiq, I. Tomescu, On metric dimension of generalized Petersen graphs P(n,3), Ars Combinatoria, 117(2014), 113-130.
5. I. Tomescu, Some results on chromaticity of quasi linear hypergraphs, P. Cartier et al. (eds.) Mathematics in the 21-st Century, Springer Proceedings in Mathematics & Statistics 98, Springer Basel 2014, 57-62.
6. I. Tomescu, M. K. Jamil, Maximum general sum-connectivity index for trees with  given independence number, MATCH Commun.  Math. Comput. Chem., 3, 72(2014), 715-722.
7. I. Tomescu, S. Kanwal, Unicyclic graphs of given girth k ≥4 having smallest general sum-connectivity index, Discrete Appl.  Math., 164(2014), 344-348.
8. I. Tomescu, Hypergraphs with pendant paths are not chromatically unique, Discussiones Mathematicae Graph Theory, 34(1)(2014), 23-29.
9. I. Tomescu, S. Javed, On the chromaticity of quasi linear hypergraphs, Graphs and Combinatorics, 6(29)(2013), 1921-1926.
10. M. Imran, F. Bashir, A.Q. Baig, S.A. Ul Haq Bokhary, A. Riasat, I. Tomescu, On metric dimension of flower graphs fn×m and convex polytopes, Utilitas Mathematica, 92(2013), 389-409.
11. S. Javed, I. Tomescu,  Chromatically equivalent k-bridge hypergraphs, Mathematical Reports, 3, 15(65) (2013), 281-285.
12. I. Tomescu, S. Kanwal, Ordering trees having small general sum-connectivity index, MATCH Communications in Mathematical and in Computer Chemistry, 3, 69(2013), 535-548.
13. I. Tomescu, A. A. Bhatti, On the cyclomatic number of linear hypergraphs, Ars Combinatoria, 106(2012), 527-533.
14. M. T. Rahim, I. Tomescu, Multi-level distance labeling  for helm graphs, Ars Combinatoria, 104 (2012), 513-523.
15. I. Tomescu, Some results on chromaticity of quasi-linear paths and cycles, Electron. J. Combin., 2(19)(2012), Research Paper P 23, 8p.
16. I. Tomescu,  On the connected partition dimension of a wheel related graph,  M. J. Dinneen et al. (Eds.): Computation, physics and beyond., International workshop on theoretical computer science WTCS 2012 (Calude Festschrift), LNCS 7160, Springer (2012), 417-424.
17. I. Tomescu, S. Kanwal, Ordering connected graphs having small degree distances. II, MATCH Communications in Mathematical and in Computer Chemistry, 2, 67(2012), 425-437.
18. A. Ahmad, I. Tomescu, On vertex-magic total labeling of some families of rotationally-symmetric graphs, Utilitas Mathematica, 3, 86(2011), 347-357.
19. I. Tomescu, M. Imran, Metric dimension and R-sets of connected graphs, Graphs and Combinatorics, 27(2011), 585-591.
20. A. A. G. Ngurah, E. T. Baskoro, I. Tomescu, Magic graphs with pendant edges, Ars Combinatoria, 99(2011), 149-160.
21. I. Kousar, I. Tomescu, S. M. Husnine, Graphs with same diameter and metric dimension, Journal of Prime Research in Mathematics, 6(2010), 22-31.
22. I. Tomescu,  Ordering connected graphs having small degree distances, Discrete Applied Mathematics, 158(2010), 1714-1717.
23. R. Marinescu-Ghemeci, I. Tomescu, On star partition dimension of the generalized gear graph, Bull. Math. Soc. Sci. Math. Roumanie, 53(101), no. 3(2010), 261-268.
24. I. Tomescu, S.A. Bokhary, Series-parallel chromatic hypergraphs, Discrete Applied Mathematics, 158(2010), 198-203.
25. I. Tomescu, R. Marinescu-Ghemeci, G. Mihai, On dense graphs having minimum Randi´c index, Romanian Journal of Information Science and Technology, 4(12)(2009), 455-465.
26. I .Tomescu, S. A. Bokhary, Some properties of chromatic coefficients of linear uniform hypergraphs, Graphs and Combinatorics, vol. 25, 4(2009), 639-646.
27. I. Tomescu, M. Imran, On metric and partition dimensions of some infinite regular graphs, Bull.  Math. Soc.  Sci. Math.  Roumanie, 52(100), no. 4(2009), 461-472.
28. L. P. Dinu, I. Tomescu, From rankings’ collinearity to counting SDR’s via chromatic list expression, International Journal of Computer Mathematics, vol. 86, 9(2009), 1483-1489.
29. S. A. Bokhary, I. Tomescu, A. A. Bhatti, On the chromaticity of multibridge hypergraphs, Graphs and Combinatorics, vol. 25, 2(2009), 145-152.
30. I. Tomescu, Properties of connected graphs having minimum degree distance, Discrete Mathematics, vol. 309, 9 (2009), 2745-2748.
31. K. Ali, E. T. Baskoro, I. Tomescu, On the Ramsey number for paths and beaded wheels, J. of Prime Research in Mathematics, 5 (2009), 187-193.
32. I. Tomescu, Discrepancies  between metric dimension and partition dimension of a connected  graph, Discrete Mathematics, vol. 308, 22 (2008), 5026-5031.
33. I. Tomescu, Threshold properties of some periodic factors of words over a finite alphabet, Journal of Automata, Languages and Combinatorics, vol. 13(2008) 2, 145-156.
34. K. Ali, E. T. Baskoro, I. Tomescu, On the Ramsey numbers for paths and generalized Jahangir graphs Js,m, Bull. Math. Soc.  Sci.  Math. Roumanie, Tome 51(99), 3(2008), 177-182.
35. Surahmat, E. T. Baskoro, I. Tomescu, The Ramsey numbers of large cycles versus odd wheels, Graphs and Combinatorics, vol. 24, 1(2008), 53-58.
36. I. Tomescu, On the number of words containing the factor (aba)k, Discrete Applied Mathematics, vol. 155, 11(2007), 1506-1511.
37. I. Tomescu, On the chromaticity of sunflower hypergraph SH(n,p,h), Discrete Mathematics, vol. 307, 6(2007), 781-786.
38. M. T. Rahim, I. Tomescu, Slamin, On vertex-magic total labeling of some wheel related graphs, Utilitas Mathematica, 73(2007), 97-104.
39. I. Tomescu, I. Javaid, Slamin, On the partition dimension and connected partition dimension of wheels, Ars Combinatoria, 84(2007), 311-317.
40. I. Tomescu, I. Javaid, On the metric dimension of the Jahangir graph, Bull. Math. SSMR, 50(98), 4(2007), 371-376.
41. I. Tomescu, On the ratio between partition dimension and metric dimension of a connected graph, An. Univ. Bucureşti, Mat.-Inf., XLV(2006), 3-10.
42. Surahmat, E. T. Baskoro, I. Tomescu, The Ramsey numbers of large cycles versus wheels, Discrete Mathematics, vol. 306, 24(2006), 3334-3337.
43. I. Tomescu, A characterization of the words occurring as factors in a minimum number of words, Theoretical Computer Science, vol. 352, 1-3(2006), 329-331.
44. I. Tomescu, Extremal and asymptotic properties of irreducible coverings of graphs by cliques, J. of Prime Research in Mathematics, vol. 1, 1(2005), 101-110.
45. I. Tomescu, Almost all graphs and h-hypergraphs have small diameter, Australasian Journal of Combinatorics, vol. 31(2005), 313-323.
46. I. Tomescu, Asymptotic properties of the factors of words over a finite alphabet, Fundamenta Informaticae, 64, 1-4(2005), 463-470.
47. I. Tomescu, Sunflower hypergraphs are chromatically unique, Discrete Mathematics, 285(2004), 355-357.
48. I. Tomescu, On the number of occurrences of all short factors in almost all words, Theoretical Computer Science, 290(2003), 2031-2035.
49. I. Tomescu, Maximal  σ-polynomials of connected 3-chromatic graphs, J. Graph Theory, 43(2003), 210-222.
50. I. Tomescu, On the chromatic coefficients of graphs with dense neighborhoods, Math. Reports, 4(54), 3(2002), 295-299.
51. I. Tomescu, On the number of h-connected graphs with a fixed diameter, Discrete Mathematics, 252(2002), 279-285.
52. I. Tomescu, On  the maximum number of irreducible coverings of an n-vertex graph by n−3 cliques,Computing and Combinatorics, Proceedings, 8th Annual  Int. Conf., COCOON 2002, Singapore,  August 2002, Oscar H. Ibarra, Louxin  Zhang (Eds.), Lecture Notes  in Computer Science 2387, Springer (2002), 544-553.
53. I. Tomescu, Irreducible coverings by cliques and Sperner’s theorem, Electronic Journal of Combinatorics, Vol. 9(1)(2002), paper N11 (4 pag.).
54. D. Andrica, I. Tomescu, On an integer sequence related to a product of trigonometric functions and its combinatorial relevance, Journal of Integer Sequences, Vol. 5(2002), article 02.2.4 (8 pag.).
55. I. Tomescu, On the number of graphs and digraphs with a fixed diameter and connectivity, Combinatorics, Computability and Logic, Proceedings  of the Third International Conference on Combinatorics, Computability and Logic (DMTCS’01), Springer Verlag London, 2001, 33-46.
56. I. Tomescu, The number of h-strongly connected digraphs with small diameter, Australasian Journal of Combinatorics, 24(2001), 305-311.
57. I. Tomescu, On the number of graphs and h-hypergraphs with bounded diameter, Discrete Mathematics, 235(2001), 291-299.
58. I. Tomescu, A cascade version of Dantzig’s inductive algorithm for matrices over semilattice-ordered semigroups, Multiple Valued Logic, 6, 1-2(2001), 217-228.
59. I. Tomescu, Extremal properties of the chromatic polynomials of connected 3-chromatic graphs, Matematicki Vesnik, Vol. 53, No. 3-4 (2001), 111-116.
60. I. Tomescu, On the number of large h-hypergraphs with a fixed diameter, Discrete Mathematics, 223(2000), 287-297.
61. I. Tomescu, Some extremal properties of the degree distance of a graph, Discrete Applied Mathematics, 98(1999), 159-163.
62. I. Tomescu, On words containing all short subwords, Theoretical Computer Science, 197(1998), 235-240.
63. I. Tomescu, A threshold property concerning words containing all short factors, Bulletin of the EATCS, no. 64(1998), 166-170.
64. I. Tomescu, Chromatic coefficients of linear uniform hypergraphs, Journal of Combinatorial Theory Series B, Vol.72, No. 2(1998), 229-235.
65. C. S. Calude, I. Tomescu, Optimum extendible prefix codes, Journal of Universal Computer Science, Vol. 3 No. 11(1997), 1167-1179.
66. I. Tomescu, Maximum chromatic polynomial of 3-chromatic blocks, Discrete Mathematics, 172(1997), 131-139.
67. I. Tomescu, Optimum Huffman forests, Journal of Universal Computer Science, Vol. 3, No. 7(1997), 813-820.
68. I. Tomescu. On the number of trees having k edges in common with a graph of bounded degree, Discrete Mathematics, 169(1997), 283-286.
69. I. Tomescu, On the asymptotic average length of a maximum common subsequence for words over a finite alphabet, Theoretical Computer Science, 164(1996), 277-285.
70. I. Tomescu, An asymptotic formula for the number of graphs having small diameter, Discrete Mathematics 156(1996), 219-228.
71. I. Tomescu, The number of digraphs with small diameter, Australasian J. Combinatorics, 14(1996), 221-227.
72. D. Popescu, I. Tomescu, Negative cycles in complete signed graphs, Discrete Applied Mathematics, 68(1996), 145-152.
73. D. Popescu, I. Tomescu, Bonferroni inequalities and negative cycles in large complete signed graphs, Europ. J. Combinatorics, 17(1996), 479-483.
74. I. Tomescu, On the number of irreducible coverings by edges of complete bipartite graphs, Discrete Mathematics 150(1996), 453-456.
75. I. Tomescu, Maximum chromatic polynomials of 2-connected graphs, J. Graph Theory 4, 18(1994), 329-336.
76. I. Tomescu, On the sum of all distances in chromatic blocks, J. Graph Theory, 18(1994), 83-102.
77. I. Tomescu, On the number of subtrees for almost all graphs, Random Structures and Algorithms 1, 5(1994), 205-213.
78. I. Tomescu, M. Zimand, Minimum spanning hypertrees, Discrete Applied Mathematics 54(1994), 67-76.
79. I. Tomescu, On the number  of graphs having small diameter, Rev. Roumaine Math. Pures Appl. 2, 39(1994), 171-177.
80. I. Tomescu, Ordered h-hypertrees, Discrete Mathematics, 105(1992), 241-248.
81. I. Tomescu, On the number of colorings of p-connected hypergraphs, An. Univ. Bucureşti, Mat.-Inf. 3, 39-40(1990-1991), 98-101.
82. I. Tomescu, Almost all digraphs have a kernel, Discrete  Mathematics 84(1990), 181-192; reprinted in: Random Graphs ’87, Ed. By M. Karonśki, J. Jaworski and A. Rucinśki, J. Wiley, 1990, 325-340.
83. I. Tomescu, Maximal chromatic polynomials of connected planar graphs, J. Graph Theory 1, 14(1990), 101-110.
84. I. Tomescu, R. A. Melter, On distances in chromatic graphs, Quart. J. Math. Oxford (2) 40(1989), 475-480.
85. I. Tomescu, Decomposition theorems for the number of perfect matchings in hexagonal graphs, Rostock. Math. Kolloq.,  38(1989), 15-24.
86. I. Tomescu, A. T. Balaban, Decomposition theorems for calculating the number of Kekulé structures in coronoids fused via perinaphthyl units, Comm. Math. Chem. (MATCH), 24(1989), 289-309.
87. A. T. Balaban, I. Tomescu, Alternating 6-cycles in perfect matchings of graphs  representing condensed benzenoid hydrocarbons, Discrete Appl. Math., 19(1988), 5-16; reprinted in: Applications of graphs in physics and chemistry, North-Holland, 1989.
88. I. Tomescu. On 3-colorings of bipartite p-threshold graphs, J.Graph Theory, 3, 11(1987), 327-338.
89. C. Artemi, A. T. Balaban, I. Tomescu, Algebraic expressions for Kekulé structure counts of non-branched regularly cata-condensed benzenoid hydrocarbons, Comm. Math. Chem. (MATCH), 22(1987), 77-100.
90. I. Tomescu, Graphical Eulerian numbers and chromatic generating functions, Discrete Mathematics, 66(1987), 315-318.
91. I. Tomescu, Hypertrees  and Bonferroni inequalities,  J. Combinatorial Theory,  2, B41(1986), 209-217.
92. I. Tomescu, The number of paths and circuits for almost all complete digraphs, An. Univ. Bucureşti, Mat. 35(1986), 72-78.
93. I. Tomescu, On hypergraph colourings, Quart. J. Math. Oxford (2), 37(1986), 239-243.
94. I. Tomescu, On the number of paths and cycles for almost all graphs and digraphs, Combinatorica, 6(1986), 73-79.
95. A. T. Balaban, I. Tomescu, Chemical graphs. XLI. Numbers of conjugated circuits and Kekulé structures for zigzag catafusenes and (j,k)-hexes; Generalized Fibonacci numbers, Comm.  Math.  Chem. (MATCH), 17(1985), 91-120.
96. I. Tomescu, A Hamiltonian connectivity property of regular graphs with forbidden subgraphs, Quart. J. Math. Oxford (2), 35(1984), 507-512.
97. I. Tomescu, A Hamiltonian property of regular graphs, Rev. Roumaine Math. Pures Appl. 6, 29(1984), 499-505.
98. I. Tomescu, Colorings and  irreducible coverings by cliques of graphs and hypergraphs, An. Univ. Galați Metal., 2(7), 2(1984), 15-20.
99. R. A. Melter, I. Tomescu, On the Boolean metric dimension of a graph, Rev. Roumaine Math. Pures Appl. 5, 29(1984), 407-415.
100. F. Harary, R. A. Melter, I. Tomescu, Digital metrics: A graph-theoretical approach, Pattern Recognition Letters, 2(1984), 159-163.
101. R. A. Melter, I. Tomescu, Metric bases in digital geometry, Computer Vision, Graphics, and Image Processing, 25(1984), 113-121.
102. I. Tomescu, On Hamiltonian connected regular graphs, J. Graph Theory, 7(1983), 429-436.
103. I. Tomescu, An upper bound for the shortest Hamiltonian path in the symmetric Euclidean case, RAIRO Rech. Opérat., 3, 17(1983), 297-306.
104. A. T. Balaban, I. Tomescu, Algebraic expressions for the number of Kekulé structures of isoarithmic cata-condensed benzenoid polycyclic hydrocarbons, Comm. Math. Chem. (MATCH), 14(1983), 155-182.
105. R. A. Melter, I. Tomescu, Path generated digital metrics, Pattern Recogn. Lett., 1(1983), 151-154.
106. R. A. Melter, I. Tomescu, Isometric embeddability for graphs, Ars Combinatoria, 2(1981), 111-115.
107. F. Harary, R.A. Melter, U.N. Peled, I. Tomescu, Boolean distance for graphs, Discrete Mathematics, 39(1982), 123-127.
108. I. Tomescu, On the chromatic number of almost all graphs, Bull. Math. Soc. Sci. Math. Roumanie (N.S.), 25(73)(1981), 321-323.
109. I. Tomescu, The maximum number of cliques and of coverings by cliques of complete chromatic hypergraphs, Discrete Mathematics, 37(1981), 263-277. (in French)
110. R. A. Melter, I. Tomescu,  Remarks on distances in graphs, An.  Stiin. Univ. ”Alex. I. Cuza”, Iaşi, Sect. I Mat., 2, 27(1981), 407-410.
111. I. Tomescu, Asymptotic estimations of the number of cliques of uniform hypergraphs, Calcolo 1, 18(1981), 1-17. (in French)
112. I. Tomescu, On the number of connected h-hypergraphs, Rev. Roumaine Math. Pures Appl. 2, 26 (1981), 331-337.
113. I. Tomescu. Almost all graphs are h-connected, Rev.  Roumaine Math. Pures Appl. 7, 25(1980), 1125-1130. (in French)
114. I. Tomescu. Some properties of irreducible coverings by cliques of complete multipartite graphs, J. Combinatorial Theory 2, B28(1980), 127-141.
115. I. Tomescu, The maximum number of edge-colorings of a graph, Rev. Roumaine Math. Pures Appl. 5, 24 (1979), 811-816. (in French)
116. I. Tomescu, On a Zarankiewiczś theorem, St. Cerc. Mat. 3, 31(1979), 353-358. (in Romanian)
117. I. Tomescu, The minimum number of colorings of a k-chromatic hypergraph, Discrete Mathematics, 2, 25 (1979), 179-188. (in French)
118. I. Tomescu, On the cycles in k-chromatic graphs and hypergraphs, Calcolo, 15(1978), 1-15. (in French)
119. I. Tomescu, A general formula for the asymptotic number of labeled connected graphs and digraphs, Rev. Roumaine Math. Pures Appl., 4, 23(1978), 617-623.
120. I. Tomescu, On the longest cycles in chromatic graphs, Bull. Math. Soc. Sci. Math. Roumanie (N. S.), 3-4, 21(69)(1977), 433-439. (in French)
121. I. Tomescu, Some extremal properties of uniform hypergraphs, St. Cerc. Mat.   5, 28(1976), 625-632. (in Romanian)
122. I. Tomescu, On the number of negative cycles of a complete signed graph, Math. Sci. Humaines 14, 53(1976), 63-67. (in French)
123. I. Tomescu, The maximum number of colorings of a Hamiltonian graph, Discrete Mathematics, 16 (1976), 353-359. (in French)
124. I. Tomescu, An algorithm for determining a Hamiltonian path by using the minimum spanning tree of a graph, RAIRO Rech. Opérat., V3, 9(1975), 5-12. (in French)
125. I. Tomescu, The minimum reduction of a graph to a union of cliques, Discrete Mathematics, 10(1974), 173-179. (in French)
126. I. Tomescu, A combinatorial algorithm for solving the permanent-type problems, Calcolo, 3, 11(1974), 329-339. (in French)
127. I. Tomescu, Inequalities concerning uniform hypergraphs, Cah.  Centre Et. Rech. Opérat., 3, 15(1973), 355-362. (in French)
128. I. Tomescu, Note on a characterization of graphs having a maximum inbalance degree, Math. Sci. Humaines, 42(1973), 37-40. (in French)
129. I. Tomescu, A combinatorial algorithm for solving covering problems, IEEE Trans. Computers, 2, C-22(1973), 218-220.
130. I. Tomescu, The number of labeled k-cyclic connected graphs, Calcolo 1-2, 9(1972), 71-74. (in French)
131. I. Tomescu, A matrix  method  for determining all pairs of compatible states of a sequential machine, IEEE Trans. Computers, 5, C-21(1972), 502-503.
132. I. Tomescu, The maximum number of 3-colorings of a connected graph, Discrete Mathematics, 1, 4(1972), 351-356. (in French)
133. I. Tomescu, A characterization of minimum k-chromatic graphs without isolated vertices, RAIRO, R1, 6(1972), 88-91. (in French)
134. I. Tomescu, A method  for minimizing the number of states for a restricted class of incompletely specified sequential machines, Math. Systems Theory, 1, 6(1972), 1-2.
135. I. Tomescu, Ordered algebraic structures in graph theory,  St. Cerc. Mat.,  3, 24(1972),  469-476. (in Romanian)
136. I. Tomescu, The minimum number of graph colorings, C. R. Acad. Sci. Paris Ser. I  Math., 274(1972), 539-542. (in French).
137. I. Tomescu, The maximum number of graph colorings, C. R. Acad. Sci. Paris Ser. I  Math., 272(1971), 1301-1303. (in French)
138. I. Tomescu, On the number of maximal cliques of a graph and some problems about perfect graphs, Rev. Roumaine Math. Pures Appl., 7, 16(1971), 1115-1126. (in French)
139. I. Tomescu, An inequality for the point arboricity of a graph, An. Ştiin. Univ. ”Alex. I. Cuza”, Iaşi, Sect. I Mat. (N. S.), 2, 17 (1971), 287-289.
140. I. Tomescu, The number of subarborescences of a given arborescence, An. Univ. Bucureşti, Mat., 1, 20(1971), 141-145. (in French)
141. I. Tomescu, The number of labeled connected k-chromatic graphs having a minimum number of edges,  C. R. Acad.  Sci. Paris Ser. I Math., 273(1971), 1124-1126. (in French)
142. I. Tomescu, A method for determining the transitive closure of a finite graph. II. The solution of the problem in two steps, An. Ştiin. Univ. ”Alex. I. Cuza”, Iaşi, Sect. I Mat. (N. S.), 1, 16(1970), 199-203. (in French)
143. I. Tomescu, A proof of Dilworth theorem and its application to a problem of graph covering, Calcolo, 3-4, 7(1970), 289-294. (in French)
144. I. Tomescu, A modified matrix algorithm for determining the complete connection matrix of a switching network, IEEE Trans. Computers, 1, C19(1970), 78-79.
145. I. Tomescu, An evaluation of the chromatic number of a finite graph, Studia Sci. Math. Hung., 3-4(1969), 55-58. (in French)
146. I. Tomescu, On the minimum tests for symmetric Boolean functions, Calcolo, 6(1969), 59-68. (in French)
147. I. Tomescu, An algorithm for the synthesis of Boolean  symmetric functions, St. Cerc. Mat.,  4, 21(1969), 675-681. (in Romanian)
148. I. Tomescu, An algorithm for determining the chromatic number of a finite graph, Econom. Comput. Econom. Cybernet.  Stud. Res. (Bucharest), 1(1969), 69-81.
149. I. Tomescu, Recent researches in the theory of Boolean matrices, St. Cercet. Calc. Econ. Ciber. Econ. (Bucharest), 1(1969), 23-33. (in Romanian)
150. I. Tomescu, An equivalence theorem of (1-k) multipoles, An. Univ. Bucureşti, Mat., 1, 17(1968), 105-107. (in Romanian)
151. I. Tomescu, Vertex elimination theorems in the network theory, An. Ştiin. Univ. ”Al. I.Cuza”, Iaşi, Sect. I Mat. (N.S.) 2, 14(1968), 467-472. (in French)
152. I. Tomescu, A method of analysis of contact multipoles, Bull. Math. Soc. Sci. Math. Roumanie (N. S.), 2, 12(60)(1968), 153-157. (in French)
153. I. Tomescu, On B. Roy’s matrix algorithm, RAIRO 7(1968), 87-91. (in French)
154. I. Tomescu, On the problem of coloring the generalized graphs, C. R. Acad. Sci. Paris Ser. I  Math., 267(1968), 250-252. (in French)
155. I. Tomescu, On the problem of synthesis of Mealy sequential automata, St. Cerc. Mat., 5, 20(1968), 763-770. (in Romanian)
156. I. Tomescu, On the synthesis of Boolean functions by disjunctive networks, St. Cerc. Mat. 2, 20(1968), 267-282. (in Romanian)
157. I. Tomescu, An algorithm for determining the shortest distances between vertices of a network, RFIRO, 5(1967), 133-139. (in French)
158. I. Tomescu, A method for finding the transitive closure of a finite graph, RFIRO, 4(1967), 33-37. (in French)
159. I. Tomescu, On a problem concerning partitions having a minimum number of classes, C. R. Acad. Sci. Paris Ser. I Math., 265(1967), 645-648. (in French)
160. I. Tomescu, On some combinatorial problems in the classification theory, St. Cerc. Mat., 9, 19(1967), 1385-1393. (in Romanian)
161. I. Tomescu, Some properties of the characteristic function of a multipole, St. Cerc. Mat., 6, 19(1967), 927-934. (in Romanian)
162. I. Tomescu, On a matrix method which occurs in the theory of nets, St. Cerc. Mat., 1, 19(1967), 105-118. (in Romanian)
163. I. Tomescu, On the matrix methods in network theory, C. R. Acad. Sci. Paris Ser. I  Math., 263(1966), 826-829. (in French)
164. I. Tomescu, A method for the determination of the path of least length between two vertices of a finite graph, An. Univ. Bucureşti, Mat., 2, 15(1966), 91-104. (in Romanian)
165. I. Tomescu, On some simplification theorems of contact multipoles, An. Univ. Bucureşti, Mat., 1, 15(1966), 155-160. (in Romanian)
166. I. Tomescu, A method for determining the conductibilities of a multipole, St. Cerc. Mat., 17(1965), 1109-1115. (in Romanian)

### Lucrări în volume ale unor conferințe sau colecții
1. I. Tomescu. On the number of graphs and digraphs with a fixed diameter and connectivity, Combinatorics, Computability  and Logic, Proceedings  of the Third International Conference on Combinatorics, Computability and Logic (DMTCS’01),  Springer-Verlag, London,  2001, 33-46.
2. I. Tomescu. Some extremal results concerning the number of graph and hypergraph colorings, Combinatorics and Graph Theory, Banach Center Publ., 25, PWN  Pol.  Sci. Publ., Warsaw, 1989, 187-194.
3. I. Tomescu. On the number of trees having k edges in common with a caterpillar of moderate degrees, Ann. of Discrete Mathematics, 28(1985), 305-310.
4. I. Tomescu. New results in combinatorics and graph theory, C. Iacob (ed.).  Mathematics, Today and Tomorrow, Ed. Academiei, București, 1985, 2550-260. (in Romanian) [invited paper].
5. R. A. Melter, I. Tomescu. The graphs which correspond to pathgenerated digital metrics, Proc. WG ’84 (Intern. Workshop on Graphtheoretic Concepts in Comp. Sci., June 13-15, 1984, Berlin), Universitätsverlag Rudolf Trauner, Linz, 278-288.
6. I. Tomescu. Asymptotic estimations for the number of cliques of uniform hypergraphs, Studies on graphs and discrete programming (P. Hansen, ed.), Annals of Discrete Mathematics, 11(1981), 345-358.
7. I. Tomescu. Extremal problems concerning the number of vertex colorings of a finite graph, B. Roy (ed.). Combinatorial Programming: Methods and Applications, Proc.  NATO Adv. Study Inst. Versailles, Sept. 2-13, 1974, D. Reidel, Dordrecht-Boston, 1975, 327-336. [invited paper] (in French)
8. I. Tomescu. A method  for minimizing the number of states for a restricted class of incompletely specified sequential machines, Proc. Int. Seminar Appl. Aspects Automata Theory, Varna (Bulgaria), 1971, 90-117.
9. I. Tomescu. Combinatorial methods in the theory of finite automata, in Gr.C. Moisil (ed.), Logique, Automatique, Informatique, Ed. Academiei, București, 1971, 269-423. (in French)

### Cursuri și manuale universitare
1. I. Tomescu, D. Popescu, Elemente de matematică discretă, teoria grafurilor şi analiză combinatorie, Matrix  Rom, Bucureşti, 2013, 137 pp.
2. I. Tomescu, Data Structures, Bucharest University Press, București, 1997, 2004, 2008, 206 pp.
3. I. Tomescu, Combinatorică și teoria grafurilor, Universitatea din București, București, 1978, 267pp.
4. I. Tomescu, Graphs and Operations Research, Universitatea din București, București, 1978, 56 pp.
5. I. Tomescu, Applications of Graph Theory to Operations Research, University of Tirana, Albania, 1974, 273pp. (in Albanian)

### Cărți
1. D.M. Batinețu-Giurgiu, Maria Batinețu-Giurgiu, V. Ghiorghița, I.V. Maftei, A.  Semenescu, I. Tomescu, Florica Vornicescu, Olimpiadele Naționale de Matematică pentru  liceu 1954-2003, Editura Enciclopedică, București, 2004, 569 pp.
2. M. Becheanu, B. Enescu, I. Tomescu, A. Vernescu, Matematica. Manual pentru clasa a X-a, profilul M1, Ed. Teora, București, 2000, 344 pp.
3. M. Becheanu, B. Enescu, I. Tomescu, A. Vernescu, Matematica. Manual pentru clasa a X-a, profilul M2, Ed. Teora, București, 2000, 248 pp.
4. I. Tomescu, Introducere în Informatică, Ed. didactică și pedagogică, București, 1994, 96 pp.
5. D.M. Batinețu-Giurgiu, V. Ghiorghița, I.V. Maftei, I. Tomescu, Florica Vornicescu, Probleme propuse la olimpiadele de matematică pentru licee în România (1950-1990), Ed. științifică, București, 1992, 583 pp.
6. I. Tomescu, Ce este teoria grafurilor? Ed. științifică și enciclopedică, București, 1982, 148 pp.
7. I. Tomescu, Probleme de combinatorică și teoria grafurilor, Ed. didactică și pedagogică, București, 1981, 270 pp.; Versiunea engleză publicată de John Wiley in Wiley-Interscience Series in Discrete Mathematics, New York, 1985, 335 pp.
8. A. Leu, I. Tomescu, Matematică aplicată în tehnica de calcul, Ed.  didactică și pedagogică, București, 1980, 132 pp.
9. I. Tomescu, Teoria Grafurilor, C. Iacob (ed.). Matematici clasice și moderne,  Vol. I, Ed. tehnică, București, 1978, 193-308.
10. I. Tomescu, Combinatorica  și Teoria grafurilor, N. Teodorescu (ed.). Probleme de matematică aplicată, Soc. Șt. Mat. Rom., București, 1976, 11-65.
11. I. Tomescu, Grafuri și programare liniară (O introducere elementară), Ed. didactică și pedagogică, București, 1975, 132 pp.

### Monografii
- I. Tomescu, Introducere în Combinatorică, Ed. tehnică,  București, 1972, 250 pp.; Versiunea engleză publicată de Colette’s, London and Wellingborough, 1975, 249 pp.; Versiunea maghiară publicată de Müszaki Konyvkiado, Budapesta, 1978, 270 pp.

### Editor de volume
- C. Calude, I. Tomescu (eds.), Lucrarile stiintifice publicate de cadrele  didactice din Facultatea de Matematică, Universitatea din București, 1988, 474 pp.

### Alte contribuții
1. I. Tomescu, Chromatic polynomials, Gazeta Matematică 108(2003), 1-8. (in Romanian)
2. I. Tomescu, The 11th Balkan Mathematical Olympiad, Gazeta Matematică 99(1994), 244-248. (in Romanian)
3. M.  Becheanu, I. Tomescu, The 34th International Mathematical Olympiad, Gazeta Matematică 98(1993), 285-296. (in Romanian)
4. I. Tomescu, The 10th Balkan Mathematical Olympiad, Gazeta Matematică 98(1993), 158-161. (in Romanian)
5. M.  Becheanu, I. Tomescu, The 33rd   International Mathematical Olympiad, Gazeta Matematică 97(1992), 299-307. (in Romanian)
6. M. Becheanu, I. Tomescu, The 9th Balkan Mathematical Olympiad, Gazeta Matematică 97(1992), 235-238. (in Romanian)
7. M. Becheanu, I. Tomescu, The 32nd International Mathematical Olympiad, Gazeta Matematică 97(1992), 3-13. (in Romanian)
8. M. Becheanu, I. Tomescu, The 31st  International Mathematical Olympiad, Gazeta  Matematică 96(1991), 41-53. (in Romanian)
9. I. Tomescu, The 7th Balkan Mathematical Olympiad, Gazeta Matematică 96(1991), 161-169. (in Romanian)
10. I. Tomescu, An application of Eulerian cycles in graphs to solving a problem proposed at IMO 1988, Gazeta Matematică 94(1989), 203-205. (in Romanian)
11. I. Tomescu, Problems proposed at the competition during  the national winter school of mathematics 1987, Gazeta Matematică 92(1987), 142-143. (in Romanian)
12. I. Tomescu, On the chromatic uniqueness of some classes of graphs, Gazeta Matematică (PMMMI) 3(1987), 142-143.
13. I. Tomescu, The 27th International Mathematical Olympiad, Gazeta Matematică 92(1987), 97-105. (in Romanian)
14. I. Tomescu, The 26th International Mathematical Olympiad, Gazeta Matematică 91(1986), 97-104. (in Romanian)
15. I. Tomescu, On a diofantine equation, Gazeta Matematică 90(1985), 237-238. (in Romanian)
16. A.T. Balaban, I. Tomescu, Chemical graphs. XL. Three relations between the Fibonacci  sequence and the numbers of Kekule structures for non-branched cata-condensed polycyclic aromatic hydrocarbons, Croatica Chemica  Acta 3, 57(1984), 391-404.
17. I. Tomescu, The 24th International Mathematical Olympiad, Gazeta Matematică 89(1984), 5-13. (in Romanian)
18. I. Tomescu, A problem of Ramsey type in the plane, Revista Matematică Timisoara 14(1983), 3-6. (in Romanian)
19. I. Tomescu, A problem of geometric probability in the space, Gazeta Matematică 87(1982), 50-53. (in Romanian)
20. I. Tomescu, Teaching the notion of flow in a network, Gazeta Matematică (PMMMI) 1(1980), 6-11; 2(1980), 51-57. (in Romanian)
21. I. Tomescu, Problems proposed at the 20th International Mathematical Olympiad, București, 1978, Gazeta Matematică 85(1980), 52-54. (in Romanian)
22. I. Tomescu, The four color problem, Gazeta Matematică 81(1976), 81-83. (in Romanian)
23. I. Tomescu, Elements of graph theory, Gazeta Matematică 79(1974), 129-137. (in Romanian)
24. I. Tomescu, Classes of Boolean functions, Gazeta Matematică 77(1972), 385-393. (in Romanian)
25. I. Tomescu, Principles of counting, Gazeta Matematică 76(1971), 258-262; 386-397. (in Romanian)
26. I. Tomescu, Elements of mathematical logic, Gazeta Matematică Ser. A 76(1971), 102-107, 144-151, 182-191, 225-232. (in Romanian)
27. I. Tomescu, Notions of combinatorics (Moebius function, permutation groups, method of Polya), Gazeta Matematică Ser. A 75(1970), 335-346, 420-432, 469-477. (in Romanian)
28. I. Tomescu, Sieve formulas with applications to counting problems, Gazeta Matematică Ser. A 74(1969), 382-391. (in Romanian)
29. I. Tomescu, Some applications of algebra to mathematical logic, Gazeta Matematică 73(1968), 456-460. (in Romanian)

## Teze de doctorat conduse
1. Laurențiu Silviu Vasile, Contributii în teoria bazelor de date, Universitatea din București, 2015.
2. Sana Javed, Contributions to chromaticity of graphs and hypergraphs, Abdus Salam School of Mathematical Sciences, GC University, Lahore, Pakistan, 2013.
3. Ayesha Riasat, Metric dimension and distances in graphs, Abdus Salam School of Mathematical Sciences, GC University, Lahore, Pakistan, 2013.
4. Salma Kanwal, Extremal graphs with respect to degree distance index, Abdus Salam School of Mathematical Sciences, GC University, Lahore, Pakistan, 2013.
5. Muhammad Imran, Properties of connected graphs related to metric and partition dimension, Abdus Salam School of Mathematical Sciences, GC University, Lahore, Pakistan, 2011.
6. Ruxandra Marinescu-Ghemeci(Verman), Partitii și distante în grafuri, Universitatea din București, 2011.
7. Gabriela Mihai (Cristea), Gestiunea informatiei distribuite, Universitatea din București, 2011.
8. Syed Ahtsham Ul Haq Bokhary, Chromatic polynomial  and chromatic uniqueness  of spernerian hypergraphs,  GC  University, Lahore, Pakistan, 2010.
9. Mircea Adam, Structuri de date și algoritmi în memoria  secundara, Universitatea din București, 2008.
10. Mohammad Tariq Rahim, Vertex-magic, vertex-antimagic and multi-level distance  labeling of some families of graphs, Abdus Salam School of Mathematical Sciences, GC University, Lahore, Pakistan,  2007.
11. Imran Javaid, Metric dimension and partition dimension of some families of graphs, Abdus Salam School of Mathematical Sciences, GC University, Lahore, Pakistan, 2007.
12. Akhlaq Ahmad Bhatti, Chromatic polynomials and chromaticity in graphs and hypergraphs, Abdus Salam School of Mathematical Sciences GC University, Lahore, Pakistan, 2007.
13. Laura Ciupală, Algoritmi pentru fluxuri în retele, Universitatea din București, 2006.
14. Petrișor Guță, Probleme de colorare în teoria grafurilor, Universitatea din București, 2003.
15. Hazim A. Farhan, Proiectarea și implementarea unui mediu vizual pentru constructia și integrarea sistemelor expert cu diferite sisteme de gestiune a bazelor de date, Universitatea din București, 2003.
16. Cristina Vertan, Algoritmi cu paralelism intrinsec, Universitatea din București, 2000.
17. Laurențiu Modan, Metode algebrice în teoria grafurilor și a matroizilor, Universitatea din București, 1999.
18. Virgil Domocoș, Functii generatoare în combinatorică, Universitatea din București, 1994.
19. Eugen Mândrescu, Grafuri perfecte și produse de grafuri, Universitatea din București, 1993.

## Expuneri la conferințe
1. On the chromaticity of sunflower hypergraphs, Third International Conference on 21st Century Mathematics 2007, School of Mathematical Sciences, GC University, Lahore, Pakistan, March  4-7, 2007.
2. Extremal and asymptotic properties of irreducible coverings of graphs by cliques,  Second  International Conference  on  21st  Century Mathematics 2005, School of Mathematical Sciences, GC University, Lahore, Pakistan, March  4-6, 2005.
3. Asymptotic properties of the factors of words over a finite alphabet, LUMS International Conference  on  Mathematics and  Information Technology, Lahore  University  of Management Sciences, Lahore,  Pakistan, November 27-30, 2005 (key-note speaker).
4. On the maximum number of irreducible coverings of an n-vertex graph by n-3 cliques, 8th Annual International Conference, COCOON 2002 Singapore, August 15-17, 2002.
5. On the number of graphs and digraphs with a fixed diameter and connectivity, Third International Conference on Combinatorics, Computability and Logic (DMTCS’ 01), Constanța, 2-6 iulie 2001 (invited speaker).
6. On the number  of large h-hypergraphs  with a fixed diameter, Fifth  Czech-Slovak  International Symposium on Combinatorics, Graph Theory, Algorithms and  Applications, Center for  Discrete  Mathematics,  Theoretical  Computer Science and  Aplications, Praga, 6-11 iulie 1998 (invited speaker).
7. Minimum Spanning Hypertrees, Colloquium SALODAYS in Theoretical Computer Science, Universitatea din București, România, 1992.
8. Average Complexity of Some Graph Problems, PROCOMP ’89, Central Institute for Informatics, București, România, 1989.
9. Decomposition Theorems for the Number of Perfect Matchings in Hexagonal Graphs, International Conference on Discrete Mathematics, Wustrow, Germany, 1988.
10. Extremal Results Concerning the Number of Graph and Hypergraph Colorings,  Semester of Combinatorics, Stefan Banach Mathematical Center, Warszaw, Poland, 1987.
11. Almost All Digraphs Have a Kernel, Random Graphs’87, Adam Mickiewicz University, Poznań, Poland, 1987.
12. Romanian Results in Graph Theory, Computer Center Anniversary Symposium, Universitatea din București, România, 1987.
13. New Results in Combinatorics and  Graph Theory, Symposium ”Mathematics, Today and Tomorrow”, Academia Română, București, România, 1983.
14. The Number of Labeled k-Cyclic Connected Graphs, The 3rd Congress of Bulgarian Mathematicians, Varna, Bulgaria, 1972.
15. An Algorithm for Minimizing the Number of States for a Class of Incompletely Specified Sequential Machines, International Congress of Logic, Philosophy and Metodology of Science, București, România, 1971.
16. On the Minimum Tests for Symmetric Boolean Functions, International Symposium IFAC ”Hazards in Switching Circuits”, București, România, 1968.
17. A Method of Analysis of Contact Multipoles and its Realization by Computer Technique, International Symposium ”Computational Techniques and Computers”, București, România, 1967.

## Conferințe la universități
1. Some properties of irreducible coverings of graphs by cliques, Universitatea Națională din Singapore, School of Computing, 2002.
2. Extremal properties of irreducible coverings of graphs by cliques, Universitatea din Hamburg, Departamentul de Informatică, 2002.
3. On words containing all short factors, Université Claude Bernard, Lyon 1, Franța, 1999.
4. Minimum Spanning Hypertrees, Massey University, Palmerston North, Noua Zeelandă, 1995.
5. Minimum Spanning Hypertrees, Auckland University, Noua Zeelandă,  1995.
6. Bonferroni Inequalities and Negative Cycles in Large Complete Signed Graphs, Auckland University, Noua Zeelandă, 1995.
7. Bonferroni Inequalities and Negative Cycles in Large Complete Signed Graphs, Waikato University, Hamilton, Noua Zeelandă, 1995.
8. Ordered h-Hypertrees, Mathematical Institute of the Hungarian Academy of Science, Budapesta, Ungaria, 1990.
9. Extremal properties of Chromatic Polynomials, Universitatea din București, România, 1987.
10. Regular Graphs and Cages, Institute of Atomic Physics, Măgurele, România, 1984.
11. Longest Cycles in Graphs without Complete Subgraphs of a Given Size, Paris VI University, Paris, Franța, 1975.
12. On the Complexity of Sorting Algorithms, University of Tirana, Albania, 1974.

## Membru în comitete de redacție ale unor reviste
1. Electronic Journal of Graph Theory and Applications (din 2012).
2. Romanian Journal of Information Science and Technology, București (din 1998).
3. The Journal of Prime Research in Mathematics, Lahore, Pakistan (din 2005).
4. Matematički Vesnik, Beograd, Yugoslavia (din 1996).
5. Revue Roumaine de Mathématiques Pures et Appliquees,  București (din 1986).
6. Bulletin  Mathématique de la Soc. Sci. Math. de Roumanie (N.S.), București (din 1982)-editor sef.
7. Analele Universitătii din București, Matematica, București (din 1978).
8. Gazeta  Matematică, București (din 1971).

## Organizator de conferințe
- Semester of Combinatorics, Stefan Banach Mathematical Center, Warszaw, Polonia, septembrie-decembrie, 1987

## Evaluator extern
1. Referent pentru : Revue Roumaine de Mathematiques Pures  et Appliquees, Bulletin Mathematique de la Societe des Sciences Mathematiques de Roumanie, Studii și Cercetări Matematice (București), Analele Universității București, Gazeta  Matematică (București), Journal of Graph Theory, Discrete Mathematics, Discrete  Applied Mathematics, Random Structures and Algorithms, Communications in Mathematical Chemistry (MATCH), Graphs and Combinatorics, Discussiones Math. Graph Theory, J. of Combinatorial Theory (A), Australasian Journal of Combinatorics, Electronic Journal of Combinatorics, International Journal of Mathematical Sciences, Journal of Applied Mathematics & Computing, Ars Combinatoria, Filomat, Utilitas mathematica.
2. Referent pentru: National Colloquium Info-Iași, Iași [1983], ROSYCS, Iași [1996], Conferința internatională Discrete Mathematics and Theoretical Computer Science,  Dijon, 2003.
3. Recenzent pentru: Mathematical Reviews [din 1976], Zentralblatt für Mathematik [din 1968].
4. Referent pentru editurile: Academiei, Științifică, Didactică și Pedagogică, Tehnică, București [din 1967].

## Membru în societăți profesionale
1. Membru corespondent al Academiei Române (din noiembrie 2000).
2. International Academy of Mathematical Chemistry (din iunie 2009).
3. Association for Computing Machinery (1995-1998).
4. American Mathematical Society (din 1989).
5. Societatea de Științe Matematice din România (din 1966).

## Premii și distincții
1. Cetățean de Onoare al Municipiului Ploiești, 2012[15]
2. Best Ph. D Advisor, Abdus Salam School of Mathematical Sciences, GC University Lahore, Pakistan, 2009.
3. Premiul Gheorghe Țițeica, Academia Română, 1975.
4. Premiul pentru matematici aplicate, First Balkan Mathematics Competition for Students and Young Researchers, București, 1971.
5. Premiul  întâi și Premiul  al doilea,  Olimpiada  Națională de Matematică pentru Studenți, București, 1961 și 1962.